# Bőny
Bőny ist eine ungarische Gemeinde im Kreis Győr im Komitat Győr-Moson-Sopron. Sie liegt gut 15 Kilometer östlich von Győr.

## Gemeindepartnerschaft
- Trhová Hradská, Slowakei

## Sehenswürdigkeiten
- Bothmer-Landhaus (Bothmer-kúria)
- Evangelische Kirche
- Reformierte Kirche
- Römisch-katholische Kirche Szűz Mária neve

## Bilder

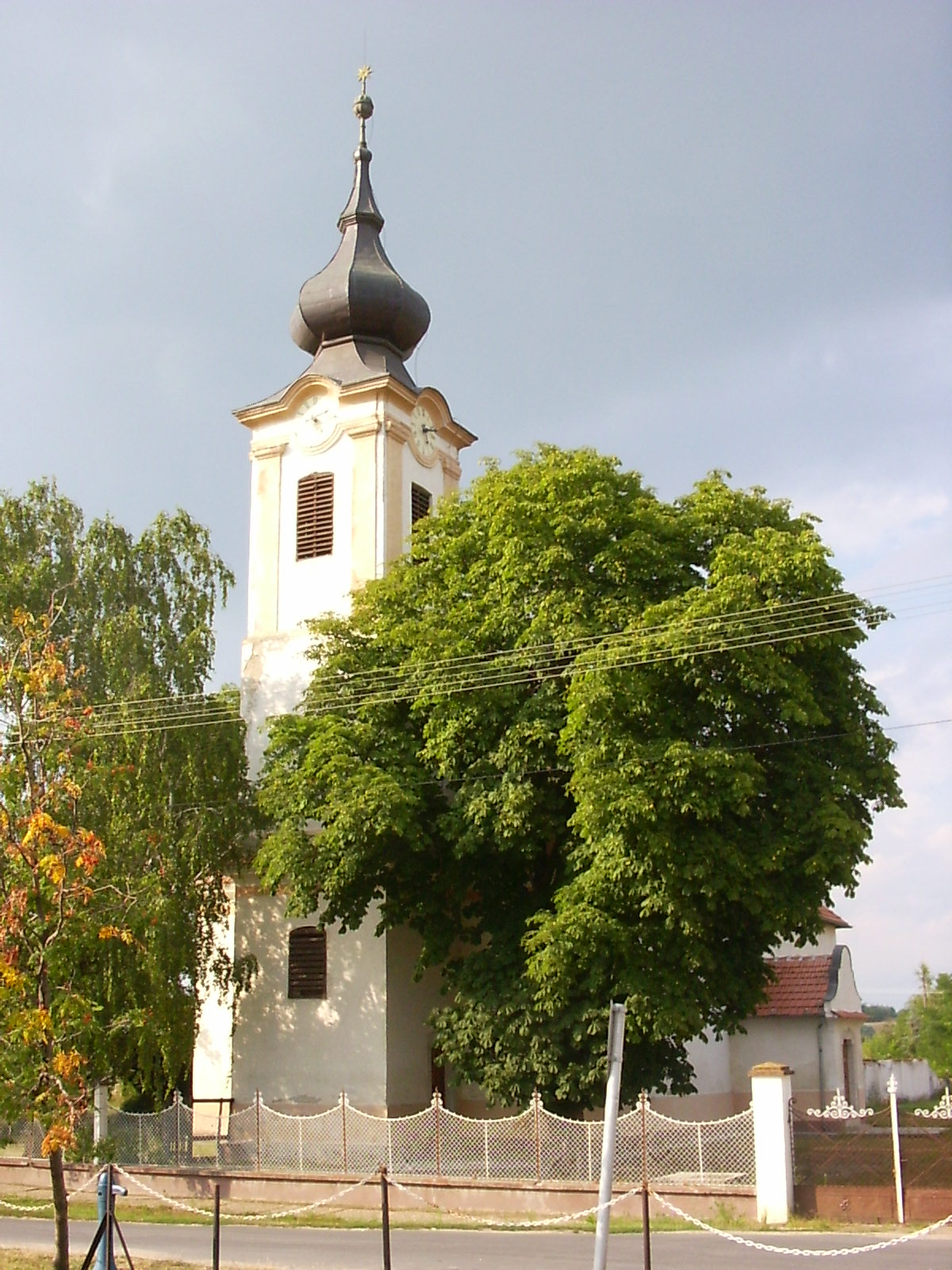
Reformierte Kirche in Bőny
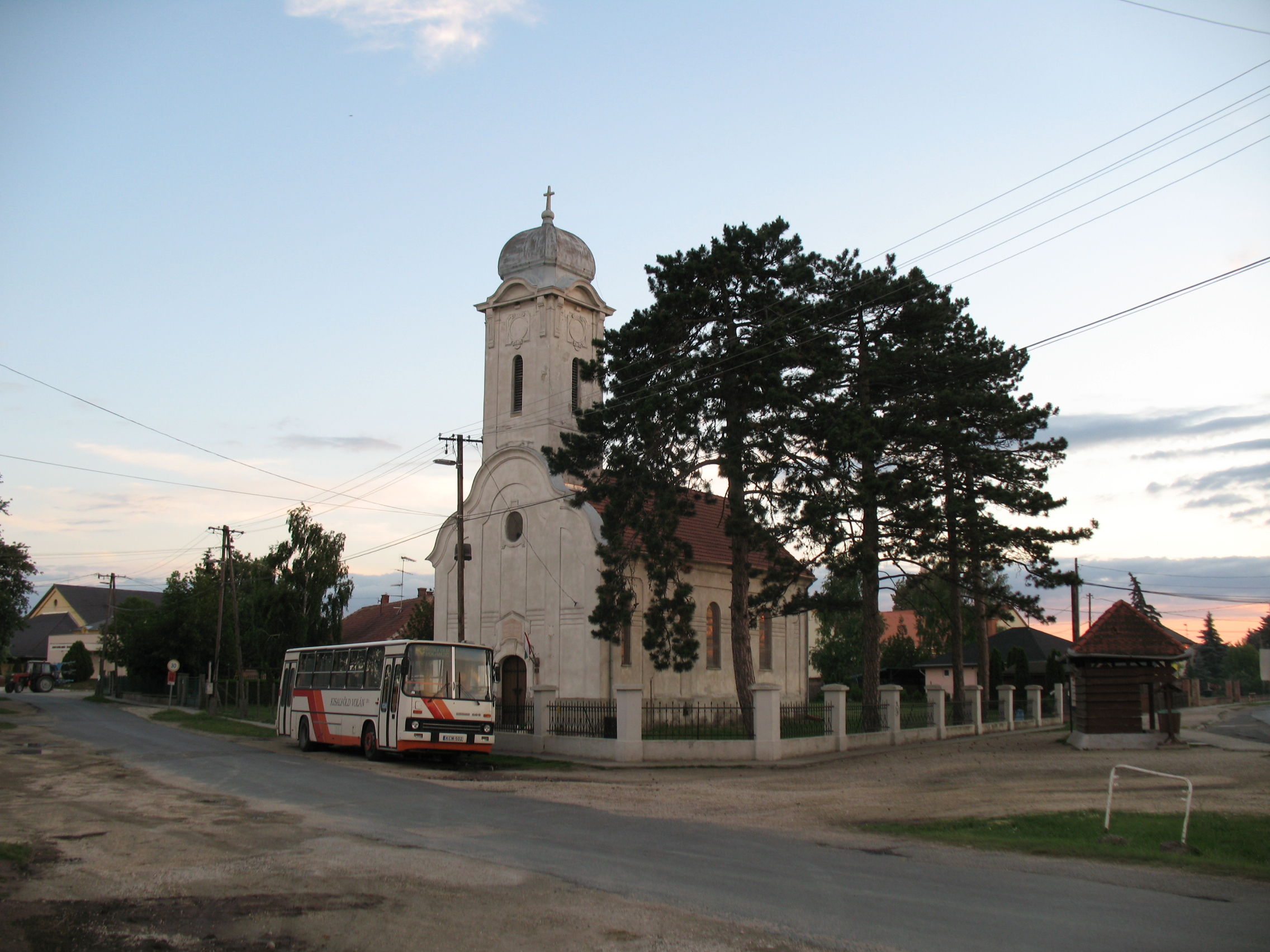
Römisch-katholische Kirche Szűz Mária neve in Bőny
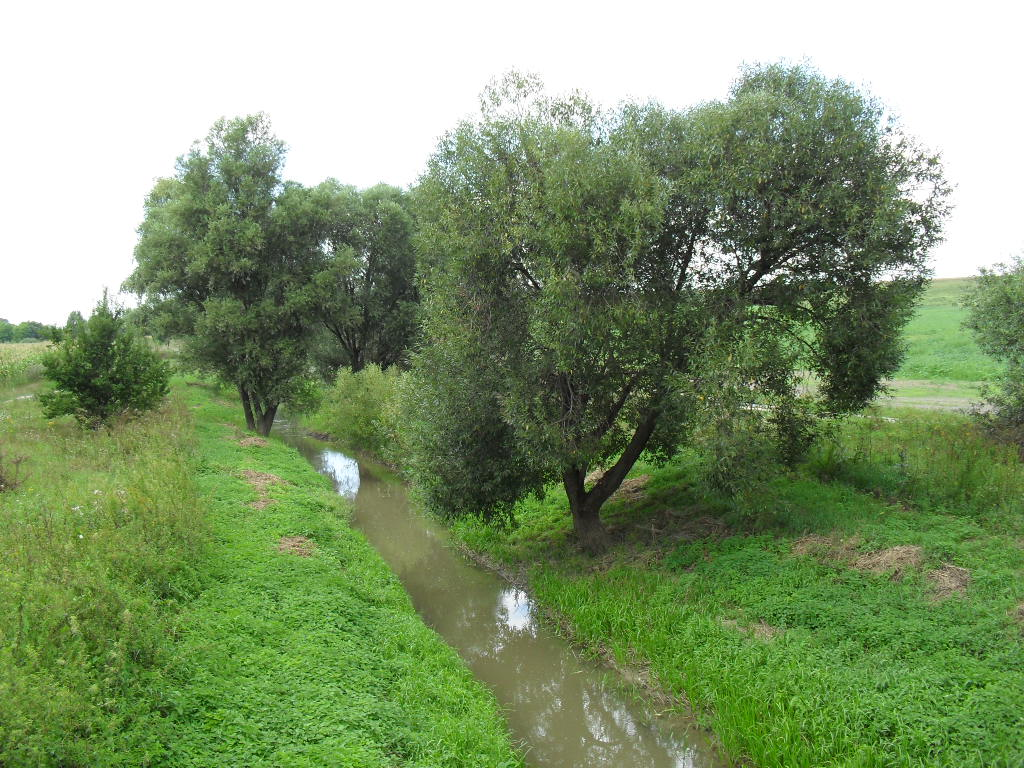
Cuhai-Bakony-ér nördlich von Bőny

## Verkehr
Durch Bőny verläuft die Landstraße Nr. 8136. Der nächstgelegene Bahnhof befindet sich nördlich in Nagyszentjános.